# Nico Mannion
Niccolò «Nico» Mannion (Siena, 14 de marzo de 2001) es un baloncestista italo-estadounidense que pertenece a la plantilla del Olimpia Milano de la Serie A. Con 1,91 metros de estatura, ocupa la posición de base. Es hijo del exjugador profesional Pace Mannion.

## Trayectoria deportiva

### Universidad
Tras participar en su etapa de instituto en los prestigiosos McDonald's All-American Game y Nike Hoop Summit, jugó una temporada con los Wildcats de la Universidad de Arizona, en la que promedió 14,0 puntos, 2,0 rebotes, 5,3 asistencias y 1,2 robos de balón por partido. Al término de la misma fue incluido en el segundo mejor quinteto de la Pac-12 Conference, así como en el mejor quinteto de novatos.
Poco después se declaró elegible para el Draft de la NBA, renunciando a los tres años de universidad que le quedaban.

#### Estadísticas
| Año     | Equipo  | PJ | PT | MPP  | %TC  | %3P  | %TL  | RPP | APP | ROB | TPP | PPP  |
| ------- | ------- | -- | -- | ---- | ---- | ---- | ---- | --- | --- | --- | --- | ---- |
| 2019–20 | Arizona | 32 | 32 | 32.3 | .392 | .327 | .797 | 2.5 | 5.3 | 1.2 | .0  | 14.0 |

### Profesional
Fue elegido en la cuadragésimo octava posición del Draft de la NBA de 2020 por los Golden State Warriors. El 27 de noviembre se anunció la firma de un contrato dual, con el que disputaría partidos también con el equipo filial de la G League, los Santa Cruz Warriors.
El 10 de agosto de 2021, se hace oficial su vuelta a Italia a jugar para la Virtus Bolonia de la Serie A. Jugó dos temporadas, en la primera promedió 5,3 puntos y 2,8 asistencias en el total de las competiciones, mientras que la temporada siguiente subió hasta 8,0 puntos y 2,8 asistencias por partido.
En junio de 2023 se marcha a España a jugar para el Baskonia de la Liga ACB, pero el 21 de diciembre rescinde contrato tras doce encuentros, y firma hasta final de temporada con el Pallacanestro Varese de la Lega Basket Serie A.
El 4 de noviembre de 2024 firmó con Olimpia Milano con un contrato por dos temporadas más una adicional, tras pagar la cláusula de rescisión al Pallacanestro Varese.

### Selección nacional
Mannion tiene doble nacionalidad, ya que su madre es italiana y su padre estadounidense. A pesar de haberse criado en Arizona, y tras un intento fallido de representar a Estados Unidos en su etapa escolar, la Federación italiana de baloncesto se puso en contacto con él, y se unió a la selección sub-16 para disputar el Campeonato Europeo de Baloncesto de 2017.
Debutó con la selección absoluta en la Fase de clasificación de la Copa Mundial de Baloncesto de 2019. En el único partido que disputó, ante Países Bajos, anotó 9 puntos en 29 minutos de juego, convirtiéndose en el cuarto jugador más joven en debutar con la azzurra.
En verano de 2021, fue parte de la selección absoluta italiana que participó en los Juegos Olímpicos de Tokio 2020, que quedó en quinto lugar.
En septiembre de 2022 disputó con el combinado absoluto italiano el EuroBasket 2022, finalizando en séptima posición.

## Estadísticas de su carrera en la NBA

### Temporada regular
| Año     | Equipo       | PJ | PT | MPP  | %TC  | %3P  | %TL  | RPP | APP | ROB | TPP | PPP |
| ------- | ------------ | -- | -- | ---- | ---- | ---- | ---- | --- | --- | --- | --- | --- |
| 2020-21 | Golden State | 30 | 1  | 12.1 | .342 | .367 | .821 | 1.5 | 2.3 | .5  | .0  | 4.1 |
| Total   | Total        | 30 | 1  | 12.1 | .342 | .367 | .821 | 1.5 | 2.3 | .5  | .0  | 4.1 |